# Glavni obveščevalski direktorat Ukrajine
Glavni obveščevalski direktorat Ministrstva za obrambo Ukrajine (ukrajinsko Головне управління розвідки Міністерства оборони України, latinizirano: Golovne upravlinnja rozvidky Ministerstva oborony Ukrajiny), okrajšano GUR MOU ali samo GUR, je vojaška obveščevalna služba Ukrajine. Je del Ministrstva za obrambo in ne oboroženih sil Ukrajine.
Od leta 2016 je simbol GUR sova, ki leti nad zemljevidom sveta in zabada meč z neba v črno Rusijo. Rusija je bila nad tem ogorčena in je znak označila za provokacijo. Sova je tudi plenilka netopirja, ki je simbol ruskih posebnih vojaške obveščevalne službe Specnaz.
Sprva je bil moto GUR »Državnost, profesionalnost, spodobnost«, od leta 2016 pa je moto agencije »Modri bodo vladali zvezdam« ( latinsko Sapiens Dominabitur Astris), kar aludira na moto sovražnega Specnaza (»Samo zvezde so nad nami«).

## Področja delovanja
GUR deluje na vojaškem, političnem, tehničnem, gospodarskem, obveščevalnem, informacijskem in okoljskem področju. Glavne naloge so:
- Pridobivanje, analiziranje in posredovanje obveščevalskih informacij višjim civilnim in vojaškim oblastem Ukrajine.
- Opravljanje posebnih nalog za podpiranje nacionalnih interesov in državne politike Ukrajine na gospodarskem, političnem, vojaškem, tehničnem, okoljskem in informacijskem področju, prispevanje k nacionalni obrambi, spodbujanje gospodarskega razvoja, spodbujanje znanosti in tehnologije ter varovanje državne meje.
- Sodelovanje v operacijah proti terorizmu, mednarodnemu organiziranemu kriminalu, trgovini z mamili, orožjem in tehnologijo ter nezakonitim migracijam.
- Boj proti zunanjim grožnjam, ki lahko vplivajo na nacionalno varnost Ukrajine, življenja in zdravje njenih državljanov in državnih objektov v tujini.

## Zgodovina
Agencija je bila ustanovljena po razpadu Sovjetske zveze iz obstoječih obveščevalnih sredstev vojaških okrožij Kijeva, Odese in Karpatov sovjetskih oboroženih sil in njihovega Glavnega obveščevalskega direktorata (GRU). Februarja 1992 je bil uradno ustanovljen obveščevalski direktorat oboroženih sil Ukrajine, na podlagi predsedniškega odloka 7. septembra 1992 pa še Direktorat za strateško vojaško obveščanje Ministrstva za obrambo. Ločeni agenciji sta opravljali podobne naloge, kar je oviralo razvoj vojškega obveščevalnega sistema. 6. julija 1993 sta bila po ukazu predsednika oba direktorata združena v sedanjo organizacijo.
Vrhovna rada je 22. marca 2001 ratificirala zakon »O obveščevalnih agencijah Ukrajine«, kjer je GUR dobil status posebnega državnega organa.
Leta 2016 je predsednik Petro Porošenko spremenil emblem GUR v sovo, ki drži meč nad Rusijo. Dodal je tudi nov moto »Modri bodo vladali nad zvezdami«. Rusija je bila nad novim simbolom ogorčena.
18. avgusta 2021 so se posebne enote GUR z letalom Iljušin Il-76MD iz ukrajinskih letalskih sil odletele v Kabul z nalogo evakuacije državljanov Ukrajine in tujcev med evakuacijami po umiku ZDA iz Afganistana. Skupno so opravili šest letov in prepeljalo več kot 700 državljanov različnih držav. Posebne enote so trikrat na dan hodile v Kabul, da bi poiskale in pripeljale državljane, ki naj bi jih evakuirali na letališče.
20. septembra 2023 je CNN poročal, da ukrajinske posebne enote verjetno stojijo za številnimi napadi na sudanske paravojaške enote »Sile za hitro podporo« (RSF), ki jih podpira ruska najemniška skupina Wagner. Napadi so bili izvedeni z uporabo brezpilotnih letal DJI Mavic 3 s prvoosebnim pogledom. Maja 2023 je vodja GUR Kirilo Budanov obljubil, da bo »uničil ruske vojne zločince kjer koli na svetu, kjer koli že so.« Marca 2024 so poročila potrdila, da so se komandosi GUR iz enote »Timur« aktivno borili proti Wagnerju in RSF v Sudanu.
Med Rusko invazijo na Ukrajino 2022 je GUR s čolni brez posadke MAGURA V5 izvedel večje število napadov na ladje Črnomorske flote v katerih je potopil in poškodoval več ladij, sestrelil pa je tudi helikopterje in lovsko letalo.

## Organizacija
GUR sestavlja pet glavnih direktoratov in oddelkov:
- Direktorat za strateško obveščanje
- Direktorat za obveščevalno podporo generalštaba oboroženih sil
- Direktorat za informacijsko podporo
- Direktorat za kadre
- Direktorat za logistiko

Oddelki:
- Oddelek za notranjo varnost
- Oddelek za načrtovanje
- Oddelek za avtomatizacijo in komunikacije
- Oddelek za gospodarstvo in finance
- Oddelek za varovanje informacij in državne tajnosti

### Bojne formacije
Pred rusko invazijo na Ukrajino leta 2022 je GUR imel samo eno terensko izvidniško posebno enoto, ki je bila podrejena 4. posebni obveščevalni službi direktorata (4-та Служба спеціальної розвідки):
- 10. ločena enota za posebne namene (uk) (10-й окремий загін спеціального призначення, vojaška enota А2245 ), sedežem na polotoku Ribalski, Kijev

Od leta 2024 GUR vključuje:
Izvidniške enote:
- 49. center za urjenje izvidnikov (uk)[14]
- 54. izvidniški bataljon (uk)[15]
- 74. izvidniški bataljon (uk)[16]
- 120. izvidniški bataljon[17]
- 129. izvidniški bataljon (uk)
- 130. izvidniški bataljon (uk)[18]
- 131. izvidniški bataljon (uk)[19]
- 132. izvidniški bataljon (uk)[20]
- 140. izvidniški bataljon (uk)[21]
- 143. izvidniški bataljon

Enote za posebne namene:
- 10. enota za posebne namene "Bataljon Šaman" (uk)[22][23]
- Enota za posebne namene "Kraken" (en)[24]
- Enota za posebne namene "Artan” (uk)[25]
- Enota za posebne namene "Timur"[26]
- Enota za posebne namene "KABUL 9" (uk)[27]
- Dron enota za posebne namene "Krila" (uk)[28]
- Enota za čolne brez posadke "Skupina 13"[29][30]
- Mednarodna obrambna legija obveščevalne službe Ukrajine (uk) (del Mednarodne legije teritorialne obrambe Ukrajine)[31]